# Soprasasso
Il Soprasasso (Sorasàss in dialetto trentino) è un piccolo monte ai piedi della Paganella, sopra l'abitato di Cadine.
È alto 807 metri s.l.m.

## Storia

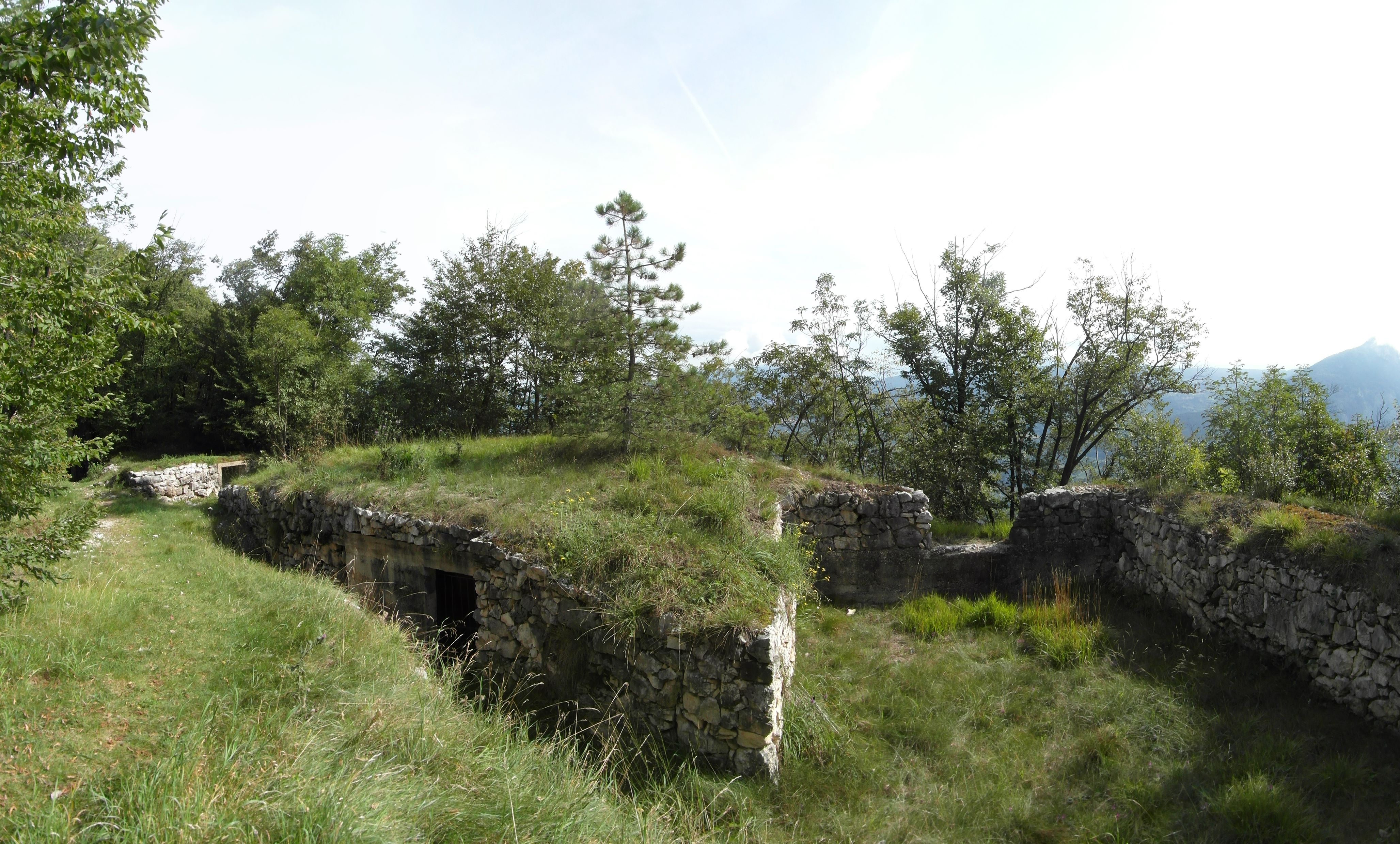
Alcune fortificazioni lungo il percorso del Soprasasso

In vista della Grande Guerra, tra la fine dell'Ottocento e gli inizi del Novecento l'Impero austro-ungarico fortificò i dintorni, costruendo la Fortezza di Trento (Festung Trient) per la difesa della città di Trento.
Tra i forti costruiti per la fortificazione di Trento, si citano i vicini forti del Bus del Vela e il forte Doss di Sponde.
Dal Soprasasso, è possibile osservare i forti di Brusafèr, Viote e le protezioni sul monte Celva.

## Un itinerario nella natura
Per chi desiderasse una camminata non lontano dalla città e non troppo impegnativa, è presente un sentiero che fa il giro della montagna, raggiungibile a piedi da Trento e anche in macchina da Cadine, panoramica sulla valle dell'Adige, esposta su 700 metri di dirupo.
Ad esempio, partendo dal parcheggio di Cadine denominato Fer de Caval, si procede in senso antiorario per la Busa dei Acazi lungo la strada forestale della Val Granda. Prima di raggiungere il bivio per Pozza dei Pini, si trova una deviazione per osservare la ricostruzione diantiche costruzioni austroungariche. Da qui si procede lungo il sentiero n. 627, fino a giungere baita Laura dove si trovano alcuni tavolini per un'eventuale pausa. Proseguendo poco oltre si arriva ad altri resti di fortificazioni, dove ad esempio vi è un tunnel di una certa lunghezza che conduce a dueferitoie. Da qui inizia ladiscesa che in breve scende fino alla Poza della Casara, e quindi nuovamente al parcheggio di partenza.